# 浅川雅嗣
浅川 雅嗣（あさかわ まさつぐ、1958年1月25日 - ）は、日本の財務官僚。アジア開発銀行総裁、財務官を歴任。静岡県静岡市出身。

## 人物
静岡県立静岡高等学校卒業。東京大学を受験するも不合格となり、早稲田大学に入学する。仮面浪人で東京大学を受け直し入学。財政学の貝塚ゼミに入ったが、金融にも関心を持ち、館龍一郎の授業も受けていた。東京大学経済学部卒業。金融政策や国際金融に携わろうと大蔵省入りする（関税局国際第一課）。同期に中原広、羽深成樹、門間大吉、宮内豊、百嶋計、石井菜穂子、松田学等。廿日市税務署長を経て、1988年 国際金融局国際機構課課長補佐。1994年 主計官補佐として運輸省の予算を担当する。
その後は国際畑を歩み、国際通貨基金やアジア通貨室長を経て、2001年 国際局地域協力課長。2007年 国際局総務課長。内閣総理大臣秘書官から2009年 副財務官（参事官・審議官）。2012年 国際局次長となるが安倍内閣発足で財務大臣秘書官事務取扱。2013年6月28日 総括審議官。主要ポストである総括審議官を国際畑から起用したことは異例の人事とされた。2014年7月4日に国際局長となり、2015年 財務官。過去最長の4年間務め2019年辞職。
2020年1月より中尾武彦の後を受けてアジア開発銀行総裁に就任。

## 略歴
- 1981年3月：東京大学経済学部卒業
- 国家公務員上級甲種試験（経済）合格
- 1981年4月：大蔵省入省（関税局国際第一課）[6]
- 1983年：留学（米・プリンストン大学）
- 1985年：主税局国際租税課租税協定第一係長[7]
- 1987年7月：廿日市税務署長[8]
- 1988年7月：国際金融局国際機構課課長補佐（通貨基金）[9]
- 1989年11月：派遣職員（アジア開発銀行）
- 1992年7月：理財局総務課課長補佐
- 1993年7月：理財局資金第二課課長補佐
- 1994年7月：主計局主計官補佐（運輸第一、二、三係主査）
- 1996年7月：主計局局付（派遣職員・国際通貨基金）
- 2000年7月：国際局国際収支課アジア通貨室長
- 2001年7月：国際局地域協力課長
- 2002年7月：主税局国際租税課長
- 2004年7月：国際局為替市場課長
- 2006年7月：国際局開発政策課長
- 2007年7月：国際局総務課長
- 2008年7月：大臣官房参事官（副財務官）
- 2008年9月：内閣総理大臣秘書官（麻生太郎）
- 2009年9月：大臣官房参事官（副財務官、大臣官房・主税局担当）
- 2011年4月：大臣官房審議官（副財務官、大臣官房・主税局担当）
- 2011年6月：経済協力開発機構租税委員会議長[10]
- 2012年8月：国際局次長
- 2012年12月：（命）財務大臣秘書官事務取扱（麻生太郎）､（併）内閣官房､（命）麻生国務大臣秘書官事務取扱（麻生太郎）
- 2013年6月：大臣官房総括審議官
- 2014年7月：国際局長
- 2015年7月：財務官
- 2019年7月：辞職
- 2019年7月：内閣官房参与[11]兼財務省顧問
- 2020年1月：アジア開発銀行総裁[1][5]